# Западинці (Миргородський район)
Запади́нці — село в Україні, у Лохвицькій міській громаді Миргородського району Полтавської області. Населення становить 291 осіб. Колишній орган місцевого самоврядування — Харківецька сільська рада.

## Населення

### Мова
Розподіл населення за рідною мовою за даними :
| Мова       | Кількість | Відсоток |
| ---------- | --------- | -------- |
| українська | 278       | 95.53%   |
| російська  | 7         | 2.41%    |
| румунська  | 4         | 1.38%    |
| білоруська | 2         | 0.68%    |
| Усього     | 291       | 100%     |

## Географія
Село Западинці знаходиться на лівому березі річки Лохвиця, нижче за течією на відстані 1 км розташоване місто Лохвиця, на протилежному березі - село Харківці.

## Історія
12 червня 2020 року, відповідно до розпорядження Кабінету Міністрів України № 721-р «Про визначення адміністративних центрів та затвердження територій територіальних громад Полтавської області», село увійшло до складу Лохвицької міської громади.
19 липня 2020 року, в результаті адміністративно - територіальної реформи та ліквідації Лохвицького району, село увійшло до складу новоутвореного Миргородського району Полтавської області.

## Економіка
- Молочно-товарна ферма.

## Об'єкти соціальної сфери
- Клуб.

## Відомі люди
- Клепач Ілько Юхимович - козак 1-го куреня 1-ї бригади 4-ї Київської дивізії Армії УНР, Герой Другого Зимового походу